# Смольский, Виктор Дмитриевич
Ви́ктор Дми́триевич Смо́льский (бел. Віктар Дзмітрыевіч Смольскі; род. 1 февраля 1969, Минск) — советский и белорусский музыкант, мультиинструменталист, гитарист-виртуоз, композитор, продюсер. Гитарист метал-групп RAGE, ALMANAC, MIND ODYSSEY и LINGUA MORTIS ORCHESTRA. Педагог, автор программы гитарного обучения — DVD «Школа метала» (англ. — «School of Metal»). Член жюри международных музыкальных конкурсов. Постоянный представитель престижных компаний музыкальной индустрии, таких как Yamaha, ENGL, Shure, Cordial, Thomastik-Infeld и др. Участник гитарного баттла.
Многократный победитель гонок в автомобильном спорте.

## Биография
Родился 1 февраля 1969 года в Минске в семье белорусского композитора и профессора Дмитрия Брониславовича Смольского. В 6 лет начал учиться игре на виолончели и фортепиано, в 11 лет взял в руки гитару. В 14 лет играл вместе с вокально-инструментальным ансамблем «Песняры». Получил академическое музыкальное образование, изучал джазовую и рок-гитару.
В 1988 году Смольский основал группу «Инспектор». С 1989 по 1993 годы группа выступила с большим количеством концертов в Европе и выпустила компакт-диск Russian Prayer («Русская молитва») (Aris / Ariola).
В 1993 году остался в Германии, начал работать как студийный музыкант и выпустил свой первый сольный диск Destiny («Судьба»).
В 1995 году присоединился к берлинской прог-метал группе Mind Odyssey. Были сыграны европейские туры совместно с Vicious Rumors и Savatage. Видеоклипы группы регулярно транслировались по каналам MTV и VIVA. На наиболее успешных альбомах Nailed To The Shade и Signs большинство песен были написаны Виктором Смольским. Он записал партии гитары, ситара и клавишных. Также при работе над этими двумя альбомами Смольский привлёк к участию Белорусский симфонический оркестр.
Вместе с отцом, композитором Дмитрием Смольским написал симфонию для электрогитары и оркестра, которая была представлена в концертном варианте в Европе.
В июне 1999 года Смольский стал новым гитаристом немецкой пауэр-метал группы Rage. В таком составе они впервые выступили на немецком музыкальном фестивале Wacken Open Air.
В начале 2000 года Смольский написал и выпустил свой второй сольный альбом, который был записан в сотрудничестве с Белорусским оркестром и коллегами из Rage. В записи следующего сольного альбома Смольского Majesty & Passion приняли участие известные западные музыканты. Современные версии классических произведений Баха были записаны с симфоническим оркестром в Минске.
В 2001 году песня Смольского «Straight to Hell», написанная для альбома Rage Welcome to the Other Side, была использована в качестве саундтрека к комедийному фильму «Мокасины Маниту». В 2004 году та же песня была использована для фильма «Traumschiff Surprise» режиссёра М. Б. Хербига.
Последующие релизы с Rage — Unity и Soundchaser.
Вместе с российской метал-группой «Кипелов» Смольский записал компакт-диск «Реки времён» в качестве приглашённого музыканта, сыграл много концертов. Эти концерты были записаны и выпущены в качестве концертного DVD «Москва 2005» в конце 2006 года. Также Смольский исполнил главную роль в клипе группы Кипелов на песню «Я здесь».
Работает в качестве продюсера для таких лейблов, как BMG, GUN Records, Drakkar / Classic, Ariola и Nuclear Blast.
Работал над созданием сборного альбома, приуроченного к 20-летию лейбла Nuclear Blast. Сочинил все 10 песен для релиза, записал партии всех гитар, клавишных, баса. Юбилейный альбом Into the Light был выпущен весной 2007 года.
В 2007 году Смольский открыл свою музыкальную школу UNITY.
В 2007 году RAGE совместно с LINGUA MORTIS ORCHESTRA выступили в России, Украине, на фестивалях Masters Of Rock в Чехии и Wacken Open Air в Германии. Выступление на Wacken Open Air было записано на видео и выпущено в качестве бонусного DVD на альбоме Carved in Stone лейблом Nuclear Blast в 2008 году. Также это шоу с симфоническим оркестром было представлено на телевизионных каналах Premiere и WDR.
В 2008 году вернулся в группу MIND ODYSSEY, с которой выпустил альбом Best Of.
В 2009 году выпустил свой первый учебный DVD «Школа метала» («School Of Metal»). DVD был представлен весной на музыкальной ярмарке во Франкфурте-на-Майне.
В начале 2013 года RAGE и LINGUA MORTIS ORCHESTRA снова были приглашены на фестиваль 70 000 Tons Of Metal.
2 августа 2013 года Nuclear Blast выпустил новый альбом LINGUA MORTIS ORCHESTRA под названием LMO. Весь альбом написал Виктор Смольский, за исключением композиций «The Devil’s Bride» и «Eye For An Eye».
С 2013 года RAGE и LINGUA MORTIS ORCHESTRA стали двумя отдельными коллективами.
В 2014 году RAGE отметили свой 30-летний юбилей выпуском альбома The Sounchaser Archives и мировым турне, частью которого были и концерты в России.
В сентябре 2014 года вышла немецкая версия книги «Виктор Смольский: Прямо в ад или в рай» («Straight to Hell Or to Paradise»), написанная журналистом Акселем Вербахом.
В 2015 году после 15 лет, записи 10 альбомов Смольский решил покинуть группу RAGE и сосредоточиться на новых музыкальных задачах.
На Франкфуртской музыкальной ярмарке 2015 года представил свою новую группу под названием ALMANAC.
Музыканты из LMO приняли участие в записи дебютного альбома группы ALMANAC.
Дебютный альбом Tsar, который вышел в свет 18 марта 2016 года, попал в чарты Германии и Швейцарии и был номинирован на Metal Hammer Awards 2016 года как «Лучший дебют в мире».
С 2016 года Смольский стал участником интернациональной мелодик-дэт-метал-группы Voodoo Gods.
В 2019 году Смольский принял участие в Гитарном баттле, выступив против Олега Изотова. Победил Смольский.

## Дискография
- 1993 — Inspector — Russian Prayer
- 1996 — Victor Smolski — Destiny — EP
- 1998 — Mind Odyssey — Nailed To The Shade
- 1999 — Mind Odyssey — Signs
- 1999 — Rage — Ghosts
- 2000 — Victor Smolski — The Heretic
- 2001 — Rage — Welcome to the Other Side
- 2002 — Rage — Unity
- 2003 — Rage — Soundchaser
- 2004 — Rage — From The Cradle To The Stage
- 2004 — Victor Smolski — Majesty & Passion
- 2005 — Кипелов — Реки времён
- 2006 — Rage — Speak Of The Dead
- 2006 — Victor Smolski — 2 in 1 (Re-Release)
- 2006 — Кипелов — Москва 2005 (концертный альбом)
- 2007 — Rage — Full Moon in St. Petersburg (DVD/CD)
- 2007 — Nuclear Blast Allstars — Into The Light
- 2008 — Rage — Carved in Stone (CD/DVD-Live at Wacken)
- 2008 — Mind Odyssey — Best Of
- 2009 — Rage — Gib Dich Nie Auf — EP
- 2009 — Mind Odyssey — Time To Change It
- 2009 — Mind Odyssey — Nailed To The Shade (Re-Release)
- 2009 — Mind Odyssey — Signs (Re-Release)
- 2009 — Victor Smolski — School Of Metal — DVD
- 2010 — Rage — Strings to a Web (CD/DVD — Live at Wacken)
- 2012 — Rage — 21
- 2013 — Lingua Mortis Orchestra — LMO
- 2013 — Victor Smolski — Two Orchestral Symphonies (Re-Release)
- 2014 — Rage — The Soundchaser Archives (CD/DVD-Live at Masters Of Rock)
- 2014 — Victor Smolski — «Straight To Hell Or To Paradise» (Book)
- 2016 — Almanac — Tsar
- 2017 — Almanac — Kingslayer
- 2020 — Almanac — Rush of Death
- 2023 — Victor Smolski — Guitar Force

Работа в качестве продюсера:
- С 1999 по 2014: 10 альбомов Rage
- 3 сольных альбома: Destiny, The Heretic, Majesty & Passion
- Альбомы для рок и метал групп (группы Mind Odyssey, Seven и т. д.)
- 2007 — Все звёзды Nuclear Blast — Into The Light: Andy Deris (Helloween), Hansi Kürsch (Blind Guardian), Tobias Sammet (Avantasia, Edguy), Tony Kakko (Sonata Arctica), Oddleif Stensland (Communic), Mats Leven (ex-Therion), Marco Hietala (Nightwish), Schmier (Destruction), Tarja Turunen (Tarja, ex-Nightwish)
- 2013 — Lingua Mortis Orchestra — LMO
- 2016 — Almanac — Tsar
- 2017 — Almanac — Kingslayer
- 2020 — Almanac — Rush of Death

## Спорт
На протяжении многих лет Виктор Смольский выступал в составе различных гоночных команд и добился значительных успехов в автомобильном спорте. С 1995 года: девять раз участвовал в ежегодном автомарафоне «24 часа Нюрбургринга», гонках NASCAR (США), гонках «Формула Форд» (Великобритания), RTCC (Чемпионат России по автомобильным кольцевым гонкам), в национальных ралли.
- 2004: 2 и 3 место в классе в серии RCN
- 2005: 3 место в классе в серии RCN
- 2006: 3 место в классе в серии VLN
- 2007: 2 победы в классе в серии VLN
- 2008: 3 место в классе на 24-часовой гонке, 2 место в гонках Youngtimer Trophy, победа в классе в серии VLN
- 2009: 2 победы в группе и 3 победы в классе в серии RCN, победа в классе в серии VLN, 2 место на соревнованиях по дрифту
- 2010: победа в классе и 2-е место в общем зачёте серии RCN; 2-я и 3-я позиции в серии VLN
- 2011: победа в классе в серии VLN
- 2012: 2 победы в классе в серии VLN, победа в классе в ралли, победа в номинации «Drift King of the Day» на соревнованиях по дрифту
- 2013: победа в классе в серии VLN
- 2014: 2 победы в классе на гонках Cup & Touring Car Trophy, 2 победы в классе в серии RCN, победа в классе и в общем зачёте в гонках по слалому
- 2016: победа в классе в 24-часовой шоссейно-кольцевой гонке «24 часа Нюрбургринга»